# Antonio de Almeida
Jacques Antonio de Almeida (Neuilly-sur-Seine, 20 de janeiro de 1928 - Pittsburgh, 18 de fevereiro de 1997) foi um maestro e musicólogo francês de ascendência luso-americana.
Ele nasceu em Neuilly-sur-Seine, perto de Paris. Seu pai era o financiador Barão de Almeida Santos de Lisboa, sua mãe era Barbara Tapper de Pasadena.
Quando criança, estudou piano, mostrando um grande talento musical (embora ele admitiu que não foi um pianista excepcional). No início de 1940, ele aprendeu sozinho a tocar o clarinete, ouvindo gravações de Benny Goodman e Artie Shaw. Quando sua família se mudou para Buenos Aires ele estudou com Alberto Ginastera. Ele estudou química nuclear no Massachusetts Institute of Technology. Liderando uma orquestra de estudantes lá, ele percebeu que estava mais interessado na música do que na ciência. Seu padrinho, o pianista Artur Rubinstein o convenceu a desistir de sua bolsa de estudos integral no MIT e Ele foi para a Universidade de Yale, onde estudou teoria musical com Paul Hindemith.  Mais tarde  também estudou com Serge Koussevitzky e Leonard Bernstein no Tanglewood Music Center, e também estudou regência com George Szell.